# Ben Telders

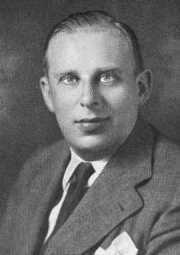
Ben Telders um 1935

Benjamin Marius Telders (* 19. März 1903 in Den Haag; † 6. April 1945 im KZ Bergen-Belsen) war ein niederländischer Jurist und Politiker. Er wirkte ab 1931 als Professor für Völkerrecht an der Universität Leiden und ab 1938 als Vorsitzender der Liberale Staatspartij.

## Leben
Ben Telders wurde 1903 in Den Haag geboren und studierte ab 1921 Rechtswissenschaften an der Universität Leiden, an der er 1927 auch promovierte. Nach dem Ende seines Studiums war er zunächst im Büro seines Vaters in Den Haag tätig. Besonderer Schwerpunkt seines Interesses wurde das Patentrecht, darüber hinaus galt er als Experte in den Bereichen Zivilrecht, Verfahrensrecht sowie Eigentumsrechte.
Ab 1931 fungierte er in Nachfolge seines früheren Lehrers Willem van Eysinga, der im September 1930 zum Richter am Ständigen Internationalen Gerichtshof gewählt worden war, in Leiden als außerordentlicher und ab 1938 als ordentlicher Professor für Völkerrecht. Außerdem vertrat er sein Heimatland ab 1934 in der Zentralkommission für die Rheinschifffahrt sowie 1936/1937 in einem Verfahren vor dem Ständigen Internationalen Gerichtshof. Im Bereich des Völkerrechts beschäftigte er sich insbesondere mit dessen Entwicklung, dem internationalen Wasserrecht zu Flüssen, dem internationalen Rundfunkrecht, dem Völkerbund, der Neutralität von Staaten sowie dem Kriegsvölkerrecht und dem Besatzungsrecht. Im Jahr 1938 übernahm er den Parteivorsitz der Liberale Staatspartij, aus der nach dem Ende des Zweiten Weltkrieges die Volkspartij voor Vrijheid en Democratie (VVD) entstand.
Nach der deutschen Besatzung der Niederlande im Mai 1940 wurde Ben Telders am 18. Dezember 1940 verhaftet und zunächst bis März 1941 in Scheveningen inhaftiert. Konkreter Anlass war seine Unterstützung des öffentlichen Protestes von Professor Rudolph Cleveringa gegen die Abberufung jüdischer Kollegen an der Universität Leiden durch die deutschen Besatzungsbehörden. Später wurde er in das KZ Buchenwald, das KZ Herzogenbusch, das KZ Sachsenhausen und im Februar 1945 in das KZ Bergen-Belsen verbracht, wo er Anfang April 1945 und damit nur wenige Tage vor der Befreiung des Lagers an den Folgen einer Fleckfieberinfektion verstarb.

## Auszeichnungen und Gedenken

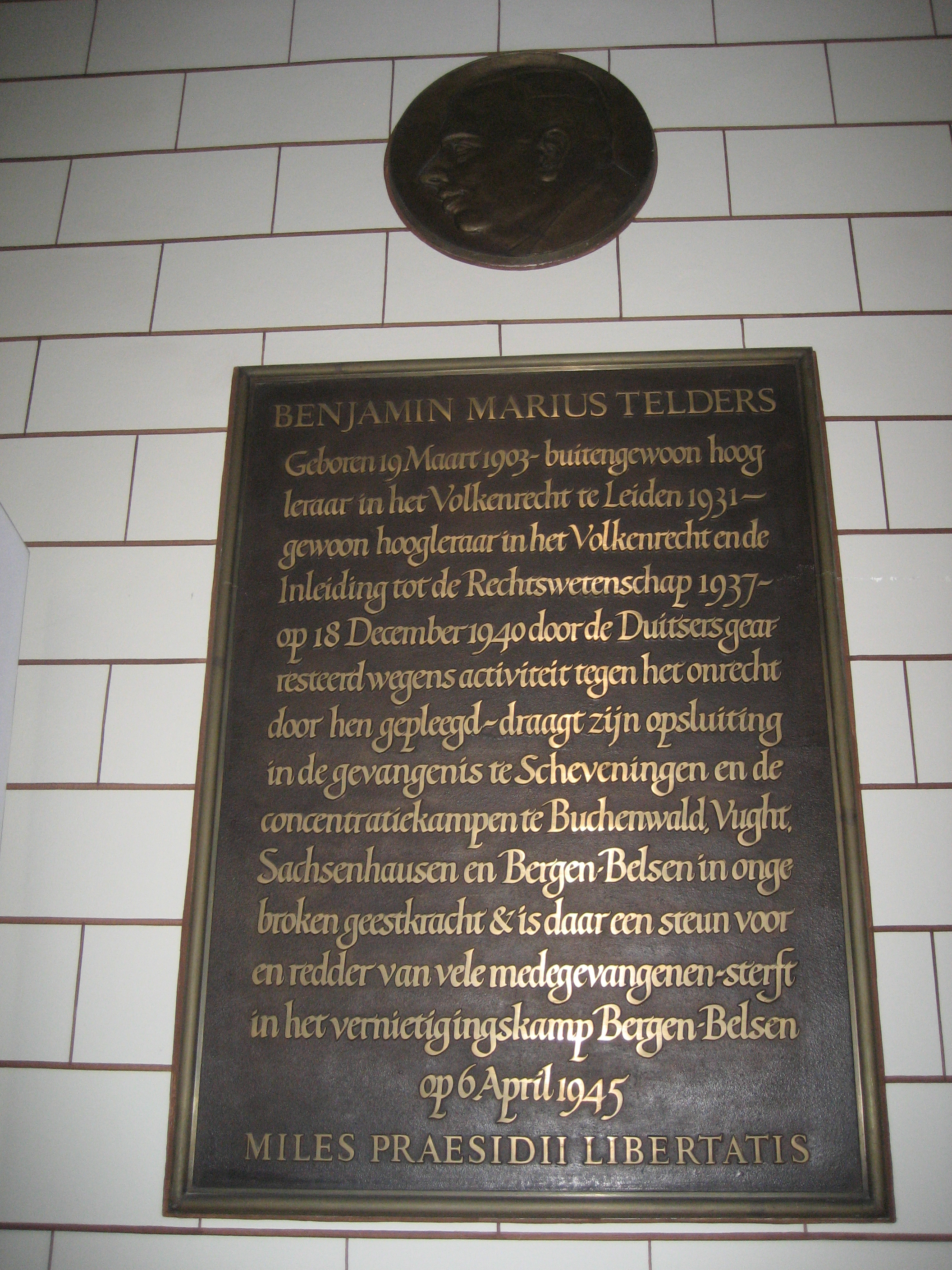
Gedenktafel für Ben Telders (Akademiegebäude Leiden)

Ben Telders wurde 1946 postum mit dem im gleichen Jahr gestifteten Verzetskruis geehrt, der höchsten Auszeichnung für Personen, die in der niederländischen Widerstandsbewegung gegen die deutsche Besatzung aktiv waren.
Nach ihm benannt sind:
- die Prof. mr. B.M. Teldersstichting, ein wissenschaftliches Institut, das Politikern aus der liberalen Tradition und insbesondere der VVD als Denkfabrik dient
- der Telders International Law Moot Court Competition, ein jährlich seit 1977 durchgeführter Moot Court im Bereich des Völkerrechts
- der B.M. Teldersweg in seiner Geburtsstadt Den Haag

## Werke (Auswahl)
- Der Kampf um die neue Rheinschiffahrtsakte: Mit dem von der Zentralkommission in erster Lesung angenommenen Entwurf einer neuen Rheinschiffahrtsakte. Gräfe und Unzer, Königsberg 1934
- Nederlandsch octrooirecht: Handboek voor de praktijk. Den Haag 1938 (zweite Auflage 1946)
- Nederlands onzijdigheid. Grondslagen en gevolgen. Den Haag 1939
- Telders verzamelde geschriften. Sechs Bände. Den Haag 1947–1949